# Канон Пахельбеля
Канон Пахельбеля (PWC 37, T. 337, PC 358), також відомий як «Канон в ре мажор» (Canon and Gigue in D major for three Violins and Basso Continuo) — найбільш відомий твір німецького композитора епохи бароко Йогана Пахельбеля. Первісно він був написано для трьох скрипок і генерал-басу.
Точна дата створення невідома, за однією з теорій «Канон» був створений у 1694; вперше опублікований у 1919. «Канон» Пахельбеля використовує комбінацію суворої поліфонічної форми (канон) та варіаційну форму, де три голоси об'єднуються в канон, і четвертий, генерал-бас, грає незалежну роль.

## Вплив на музику
- Акордова послідовність з «Канона в ре мажор» була використана Олександром Александровим у пісні 1936 року «Жить стало лучше», в якій вгадується мотив його майбутнього твору  — Гімну СРСР.
- Мотив «Канона в ре мажор» прослідковується у шлягері Go West диско-гурту Village People (1979)[2]. Ця пісня більш відома у інтерпретації поп-дуету Pet Shop Boys. Чи запозичений мотив безпосередньо з канону, чи з гімну СРСР — невідомо.
- Канон Пахельбеля звучить в виконанні головних героїв повнометражного аніме-фільму «Evangelion: Death and Rebirth».
- Ця мелодія також звучала у чотирнадцятій серії аніме «Kanon», у четвертій серії аніме «Kino no Tabi», в п'ятій серії «Danshi Koukousei no Nichijou», а також у фільмі Люка Бессона «Леді».